# Mitti-Jävreträsket
Mitti-Jävreträsket är en sjö i Piteå kommun i Norrbotten och ingår i Jävreåns huvudavrinningsområde. Sjön har en area på 0,791 kvadratkilometer och ligger 27,1 meter över havet. Sjön avvattnas av vattendraget Lillån.

## Delavrinningsområde
Mitti-Jävreträsket ingår i det delavrinningsområde (724651-176232) som SMHI kallar för Utloppet av Mitti-Jävreträsket. Medelhöjden är 44 meter över havet och ytan är 6,05 kvadratkilometer. Det finns ett avrinningsområde uppströms, och räknas det in blir den ackumulerade arean 22,99 kvadratkilometer. Lillån som avvattnar avrinningsområdet har biflödesordning 2, vilket innebär att vattnet flödar genom totalt 2 vattendrag innan det når havet efter 10 kilometer. Avrinningsområdet består mestadels av skog (81 procent). Avrinningsområdet har 0,79 kvadratkilometer vattenytor vilket ger det en sjöprocent på 13,1 procent.